# المكتب الاقتصادي والتجاري الإندونيسي في تايبيه
المكتب الاقتصادي والتجاري الإندونيسي في تايبيه هو المكتب التمثيلي لإندونيسيا في تايوان، ويعمل كسفارة بحكم الواقع في غياب العلاقات الدبلوماسية.
تأسس المكتب في عام 1970 كمكتب لغرفة التجارة الإندونيسية، ثم تبنت اسمها الحالي في عام 1995.
الهيئة النظيرة في إندونيسيا هي مكتب تايبيه الاقتصادي والتجاري جاكرتا.